# Маттик, Пауль
Пауль Маттик (нем. Paul Mattick, 13 марта 1904 — 7 февраля 1981) — немецкий марксистский политический обозреватель и активист, представитель левого коммунизма и коммунизма рабочих советов, критик ленинизма и большевизма.

## Биография
Родился в Померании в 1904 году и вырос в Берлине. Его родители были классово сознательными, вследствие чего Маттик состоял в «Свободной социалистической молодежи» (Freie Sozialistische Jugend) при Союзе Спартака (Spartakusbund) ещё до того, как ему исполнилось 14 лет.
В 1918 году он начал учиться на слесаря-инструментальщика и во время Ноябрьской революции был избран в качестве делегата от рабочего совета подмастерий компании Сименс.
Участвовал во многих акциях во время революции, несколько раз арестовывался полицией и был под угрозой смерти. Это привело Маттика к левым радикалам в оппозиционной тенденции немецких коммунистов.
После Гейдельбергского раскола в КПГ вступил в Коммунистическую рабочую партию Германии.
В марте 1920 года участвовал в уличных боях против правых во время Капповского путча, в одном из которых был подстрелен его закадычный друг Райнхольд Клингенберг, в результате ранения потерявший ногу.
В 1921 году в возрасте 17 лет Маттик переехал в Кёльн, чтобы на некоторое время устроиться на работу в Klöckner & Co SE (компания по производству стали), но забастовки, бунты и очередной арест разрушили все шансы на трудоустройство. Он принимал активное участие в качестве организатора и агитатора в КРПГ и AAU в Кёльнском регионе.
В связи с продолжающимся снижением радикальной борьбы масс и революционных надежд, особенно после 1923 года, будучи безработным в течение нескольких лет, Маттик эмигрировал в Соединенные Штаты в 1926 году, все ещё продолжая поддерживать контакты с КРПГ и AAUE в Германии.
В США он ознакомился с книгой Генрика Гроссмана «Закон накопления и крах капиталистической системы». В ней Гроссман привёл полностью забытую теорию накопления Маркса обратно в центр дебатов в рабочем движении. Благодаря этой книге Маттик увлекся критикой политической экономии.
С 1931 года редактировал газету Йозефа Дицгена «Chicagoer Arbeiter-Zeitung».
Вступив в организацию ИРМ, в 1933 Пауль Маттик подготовил программу этой организации.
В 1934 году с несколькими друзьями из ИРМ Маттик основал собственную левокоммунистическую группу, которая поддерживала контакт с оставшимися группами немецких и голландских левых коммунистов и выпускала журнал «International Council Correspondence», аналог голландского «Ratekorrespondenz». Он содержал переводы европейских статей и дискуссий, а также оригинальный экономический анализ и критические комментарии. Среди регулярных авторов журнала был Карл Корш.
Из-за маккартистской кампании в начале 50-х Маттик отошел от политики. В 1974-1975 учебном году Маттик читал лекции по истории рабочего движения, марксистской политической экономии в Roskilde University Center и выступал на семинарах с Максимилианом Рюбелем, Эрнестом Манделем, Джоаном Робинсоном и другими выдающимися интеллектуалами.
Пол Маттик умер в феврале 1981 года оставив почти законченную рукопись, которая впоследствии была отредактирована и опубликована его сыном в виде книги «Marxism — Last Refuge of the Bourgeoisie?».

## Сочинения
- «Антон Паннекук»